# Порлецца
Порлецца (итал. Porlezza) — итальянская коммуна на берегу озера Лугано. Относится к провинции Комо региона Ломбардия. Курорт, посещаемый главным образом итальянцами и швейцарцами.
Население составляет 4140 человек, плотность населения составляет 230 чел./км². Занимает площадь 18 км². Почтовый индекс — 22018. Телефонный код — 0344. 
Покровителем коммуны почитается святой Виктор Мавр.
В 1470 году Порлецца была выделена Галеаццо Мария Сфорца в отдельный феод Миланского герцогства, которым с 1552 по 1752 гг. владели моденские герцоги д'Эсте. Туристами посещаются церковь св. Виктора (1634, 1840) с пышным интерьером в стиле барокко и романская капелла Св. Маврикия — один из старейших храмов в районе Луганского озера.
От Порлеццы до Менаджо на берегу озера Комо тянется 10-километровая долина. С 1873 по 1939 годы эти населённые пункты были соединены узкоколейной железной дорогой.